# تشانغ تشنغ تشى
تشانغ تشنغ تشي هو كاتب صيني معاصر ولد في سبتمبر 1948ويُلقب بالكاتب المسلم الأكثر تأثيراً في الصين وهذا لأن روايته تاريخ الروح تُعد ثاني أكثر الكتب شعبية في الصين. 

## السيرة الشخصية
وعلى الرغم من أصوله الإسلامية إلا أن تشانغ نشأ كملحد.[بحاجة لمصدر]
لكنه في عام 1984 ، وبعد أن ترك وظيفته في جمعية الكتاب الصينيين انتقل إلى شمال غرب الصين حيث قضى ست سنوات مع مسلمي نينغشيا فأسفر هذا الانتقال إلى تحوله إلى الإسلام كما أثمر عن كتابته لروايته الأكثر شهرة: تاريخ الروح وهي تدور حول صعود الطريقة الجهرية الصوفية.